# Voller Wunder ist das Leben
Voller Wunder ist das Leben ist eine 1954 entstandene Filmfantasie über die Kraft von Glaube und Hoffnung. Diese Inszenierung von Carol Reed (Der dritte Mann) gilt als eines seiner eher unbekannten Nebenwerke. Romanvorlage war das im Vorjahr veröffentlichte A Kid for Two Farthings von Wolf Mankowitz, der auch das Drehbuch verfasste.

## Handlung
Handlungsort ist die Petticoat Lane im armen Londoner East End mit seinen kleinen Einzelhandelsgeschäften, den Straßenverkäufern und den Flohmarktständen, wo jeder Bewohner seine kleinen Träume und Wünsche hat, die, das ist den meisten klar, jedoch wohl nie erfüllt werden. Auch der sechsjährige Joe träumt von einem besseren Leben an der Seite seiner allein erziehenden Mutter Joanna. Dieser Traum scheint in greifbarer Nähe, als ihm eines Tages der Schneider Kandinsky die sagenhafte Geschichte von dem Einhorn erzählt, das jedem, der es besitzt, Wünsche erfüllen wird. Joe ist fasziniert von diesem Gedanken, und bald ist er geradezu davon besessen, in Besitz dieses Einhorns zu kommen. Eines Tages sieht er eine noch junge, jedoch, so stellt sich bald heraus, bereits kränkelnde Ziege, die statt ihren beiden Hörnen nur ein einziges, geschraubtes Hörnchen auf dem Kopf trägt, da das Tier noch im Wachstum begriffen ist. Joe ist nun fest davon überzeugt, dass es sich dabei um das legendäre Fabeltier handeln müsse und gibt all sein Erspartes dem alten Besitzer, einem Obdachlosen.
Der naive Knabe beginnt nun, im Glauben, dass sein „Einhorn“ ihm bei seiner Wohltätigkeit „übernatürlichen“ Beistand leisten wird, den Nachbarn und Freunden der Gegend bei allen möglichen Gelegenheiten unter die Arme zu greifen. Der Glaube versetzt Berge, so heißt es, und so erbringt Joe tatsächlich das eine oder andere „kleine Wunder“ in der Petticoat Lane. Durch sein segensreiches Tun verschafft er dem Schneider endlich die ersehnte Dampfpresse und verhilft, so glaubt er, dank der „Einhorn“-Ziege dem Ringkämpfer Sam nicht nur zu einem Sieg in einem Wettkampf, sondern bringt das Kraftpaket Sam mit der kurvigen Sonia zusammen, die wenig später heiraten können. Und was erträumt Joe für sich? Nun, er will nichts mehr, als dass sein Vater zurückkehrt und seine Eltern endlich wieder vereint sind. Dann aber stirbt die Ziege überraschend, und für Sam, der das „wunderwirkende Einhorn“ längst nicht mehr benötigt, um Gutes zu tun, scheint die Welt einzustürzen …

## Produktionsnotizen
Voller Wunder ist das Leben entstand 1954 in London, wurde während der Filmfestspiele von Cannes im Frühling 1955 uraufgeführt und befand sich im Wettbewerb um die Goldene Palme. Im heimatlichen Großbritannien lief der Film am 15. August 1955 an, in Deutschland konnte man Voller Wunder ist das Leben ab dem 20. Januar 1956 sehen.
Die Filmbauten entwarf Wilfred Shingleton, Tony Masters assistierte ihm. Alexander Korda übernahm ungenannt die Herstellungsleitung. Robert Day arbeitete als einfacher Kameramann Chefkameramann Ted Scaife zu, Gerry Fisher war Scaifes Kameraassistent.

## Kritiken
Voller Wunder ist das Leben erhielt ein verhaltenes Presseecho. So erfasst der US-amerikanische Aggregator Rotten Tomatoes 67 % wohlwollende Besprechungen und ordnet den Film dementsprechend als „Frisch“ ein.
Der Movie & Video Guide empfand den Film als eine „einfallsreiche Fabel“.
Halliwell‘s Film Guide fand, dass das „Comedy-Drama“ einerseits „mit einigem Stil gefertigt“ worden sei, anderseits zu „substanzlos und zu wenig überzeugend [sei], um in liebevoller Erinnerung“ zu bleiben.

„Inhaltlich überfrachtet, fesselt der Film durch seine verspielte, märchenhafte Geschichte und die treffende Milieu- und Charakterzeichnung.“

Der Starkritiker der New York Times, Bosley Crowther, lobte Regisseur Reed dafür, nach Kleines Herz in Not erneut eine sichere Hand für eine Kindergeschichte gezeigt und mit Jonathan Ashmore einen „schlauen Jungen“ als Hauptdarsteller gefunden zu haben (Ashmore wurde später Biophysiker und Fellow der Royal Society).

„Carol Reed versucht sich ein wenig in einer neorealistischen Schrulligkeit.“

## Belege und weiterführende Informationen
1. ↑  Voller Wunder ist das Leben. In: Rotten Tomatoes. Fandango, abgerufen am 27. Dezember 2024 (englisch, aggregiert aus 9 Kritiken).
2. ↑  Leonard Maltin: Movie & Video Guide, 1996 edition, S. 692
3. ↑  Leslie Halliwell: Halliwell‘s Film Guide, Seventh Edition, New York 1989, S. 555
4. ↑  Voller Wunder ist das Leben. In: Lexikon des internationalen Films. Filmdienst, abgerufen am 26. Juni 2018.
5. ↑  Kritik in The New York Times vom 18. April 1956
6. ↑  Paul Brenner: Voller Wunder ist das Leben (Memento vom 25. Juni 2018 im Internet Archive) bei AllMovie (englisch, Wertung )